# دبقية (نبات)
الدِّبْقِيَّة (الاسم العلمي: Viscaria)، جنس نباتات مُزهرة من فصيلة القرنفلية، موطنها كندا وجرينلاند وأيسلندا وأوروبا وكازاخستان وغرب سيبيريا. وجدت الدراسات الجزيئية التي حاولت حل العلاقات في القبيلة Sileneae أن الدبقية وثيق الصلة وراثيًا بجنس Atocion، ولكنها تختلف تمامًا عنه من الناحية الشكلية.

## الأنواع
الأنواع المقبولة في الجنس هي كتالي
- Viscaria alpina (كارولوس لينيوس) جورج دون
- Viscaria asterias (أوغست غريسباخ) Frajman
- Viscaria × media Fr. ex Svanlund
- Viscaria vulgaris Röhl.